# Ana Petrak
Ana Petrak (27 luglio 1998) è una cestista croata.

## Carriera
Con la Croazia ha disputato i Campionati europei del 2021.